# Guillaume le Lion
Pour les articles homonymes, voir Guillaume Ier.
Guillaume Ier ou William (gaélique : Uilleam Garbh), dit le Lion, est roi d'Écosse de 1165 à 1214.

## Origine
Fils cadet du comte Henri d'Écosse et d'Ada de Warenne, il naît vers 1143 à Huntingdon en Angleterre. Brièvement comte de Northumbrie entre 1152 et 1157, il devient roi à la mort de son frère aîné Malcolm IV le 9 décembre 1165 et est couronné à l'abbaye de Scone le 24 décembre suivant. En 1185 est publiée la curieuse généalogie manuscrite (Ms. Brit. Mus. Cott. Faustina A. VIII.), qui dresse la liste de ses ancêtres, rois d'Écosse, de Dal Riada et d'Irlande jusqu'à Japhet, fils de Noé.

## Règne

### Relations avec l'Angleterre
Dès 1173, Guillaume se joint à la révolte de 1173-1174 de Henri le Jeune, le fils aîné d'Henri II d'Angleterre et il envahit en août le Northumberland et le Cumberland mais il doit battre en retraite faute de pouvoir s'emparer des nombreux châteaux fortifiés de ces régions. En représailles, les partisans d'Henri II brûlent Berwick et ravagent le Lothian. En avril 1174, Guillaume envahit de nouveau le Northumberland, assiège en juin Carlisle avant de faire route vers Alnwick où il est capturé le 13 juillet par les forces loyales au roi.
Le roi d'Écosse est livré à Henri II à Northampton avant d'être envoyé à Falaise en Normandie. Guillaume doit signer le 8 décembre 1174, le traité de Falaise et reconnaître comme suzerain le roi anglais et lui promettre hommage avant d'être autorisé à retourner en Écosse le 11 du même mois. Le 10 août 1175, à York, Guillaume et la noblesse écossaise doivent formellement reconnaître la suzeraineté d'Henri II et le comté de Huntingdon lui est confisqué pour sa participation à la rébellion des fils d'Henri II et donné Simon III de Senlis. Il ne reviendra par héritage à son frère David qu'en 1185.
En 1189, après la mort du vieux roi d'Angleterre, Guillaume rend hommage à son successeur Richard Cœur de Lion à Cantorbéry et entreprend des négociations avec le roi qui cherchait des fonds pour financer sa participation à la troisième croisade afin d'annuler les clauses les plus contraignantes du traité de Falaise. Un compromis le « Quitclaim of Canterbury » est trouvé le 2 décembre. Il prévoit le paiement de 10 000 merks d'argent par l'Écosse et une dispense papale confirme l'annulation des engagements. Ce nouveau traité de Cantorbéry abroge celui de Falaise et restaure de facto l'indépendance de l'Écosse. Par la même occasion, Guillaume obtient la confirmation de la restitution du comté de Huntingdon, toutefois en 1194 les négociations menées pour obtenir le retour du Northumberland à l'Écosse échouent.
En 1195, le projet de constituer un fief vassal de l'Écosse comprenant le Northumberland et le Lothian dans le cadre d'une union entre Margaret, une fille de Guillaume, et Othon de Brunswick, le neveu de Richard Cœur de Lion, reste également sans suite.
Après la mort de Richard en 1199, Guillaume tente en vain d'intervenir dans sa succession afin d'assurer la possession des comtés du Nord de l'Angleterre. Le 21 novembre 1200, il doit rendre hommage à Jean sans Terre à Lincoln. Le traité de Norham signé avec le nouveau roi d'Angleterre le 6 août 1209 prévoit que deux des filles de Guillaume, Margaret et Isabelle, soient confiées à Jean dans l'expectative de l'union de l'une d'entre elles avec le futur héritier du royaume d'Angleterre. Le 2 février 1212, le traité de Norham est confirmé à Durham et Alexandre, le jeune fils et héritier de Guillaume, est adoubé chevalier à Westminster par le roi d'Angleterre.

### Relations avec le Nord
Ayant rétabli la paix avec l'Angleterre, il doit lutter dans son propre pays contre les rébellions de Donald MacWilliam, descendant de Malcolm III, dans le Ross et le Moray.

#### Les MacWilliam
Dès 1179, Guillaume, avec son frère David, mène une première campagne dans le Ross et fortifie les châteaux de Dunscaith sur la rive nord du Cromarty Firth et d’Edirdour (Redcastle (en)) sur le Beauly Firth (en). En 1181, Donald MacWilliam proclame ses droits à la couronne comme représentant de la lignée aînée de la famille royale avec le soutien de Harald Maddadsson, comte des Orcades. En 1187, le roi d'Écosse entreprend en juillet une campagne dans le Nord contre Donald. Ce dernier est vaincu et tué lors du combat de « Mam Garvia (en) » le 31 juillet 1187 près d'Inverness contre les troupes royales commandées par Roland de Galloway.
En 1211, Gothred MacWilliam, le fils de Donald, proclame à son tour ses droits à la couronne. Il débarque en Ross, le prince héritier Alexandre doit mener campagne dans le Nord contre lui avec l'appui des forces du Galloway menées par Thomas, comte d'Atholl, le jeune fils de Rolland de Galloway. Gothred est trahi et exécuté l'année suivante.

#### Conflit avec Harald Maddadsson
À la suite de son implication passive dans le complot des « Eyjarskeggjar ou Øyskjegger » (c.-à-d. « les insulaires ») contre le roi de Norvège, Harald Maddadsson, le comte des Orcades, doit se soumettre en 1194 au roi Sverre de Norvège. En 1196, Guillaume met à profit cette situation pour mener campagne contre le comte des Orcades. L'année suivante, Harald est capturé et Guillaume le prive du comté de Caithness, Harald est emprisonné dans le château de Roxburgh. Il est libéré après avoir donné son fils Thorfinn comme otage. Harald doit alors faire face un à prétendant, Harald Ericksson dit Ungi, qui est tué lors d'un combat à Claridon près de Thurso. Le Caithness, fief écossais, est remis par le roi Guillaume Ier à Ragnald un fils de Somerled. Harald fait alors appel au roi Jean sans Terre, Jean l'évêque de Caithness (en) (1185-1212) dénonce ses manœuvres au roi d'Écosse ce qui lui vaut d'être aveuglé et d'avoir la langue coupée pour trahison. En représailles Guillaume Ier fait à son tour aveugler et castrer son otage Thorfinn. Harald Maddadsson ne récupère le Caithness qu'en 1201 et le conservera jusqu'à sa mort en 1206.

### Relations avec l'Ouest
En 1174, les deux co-seigneurs du Galloway, Gillebrigte et Uhtred, fils de Fergus de Galloway, mettent à profit la captivité de Guillaume pour rejeter la suzeraineté de l'Écosse. Le 9 octobre 1175, Gillebrigte de Galloway se reconnaît vassal d'Henri II d'Angleterre. En janvier 1185, après la mort de Gillebrigte, son neveu Roland, fils d'Uhtred, s'empare de son domaine au détriment de son fils Duncan.
Le roi Henri II doit se rend à Carlisle en 1186 afin d'arbitrer la dévolution du Galloway d'autant plus que peu après Godfred le Noir meurt en 1187 en laissant une succession disputée. Guillaume intervient et obtient la soumission de Roland de Galloway. Son accord avec le roi anglais s'était conclu par son mariage avec Ermengarde de Beaumont le 5 septembre de l'année précédente.

### Relations avec l'Église
Le règne de Guillaume Ier est marqué par la fin de la lutte de l'Église écossaise pour obtenir son indépendance par rapport à l'archevêché d'York.
En 1176, le concile réuni à Northampton pour déterminer les droits de l'Angleterre sur l'Église d'Écosse s'achève sans conclusion. Le pape Alexandre III promulgue la bulle « Super anxietatibus », libérant les évêques d'Écosse de la primatie d'York jusqu'à ce que l'archevêque ait fourni les preuves de ses droits. En 1179, le roi Guillaume fonde l'abbaye d'Arbroath pendant qu'une élection litigieuse intervient dans l'évêché de Saint-Andrew.
En 1192, le pape Célestin III promulgue une nouvelle bulle « Cum universi (en) » définitive en faveur de l'Église d'Écosse « ecclesia Scoticana » dans le conflit avec l'archevêché de York.

### Fin du règne
Alexandre, le seul fils légitime du roi, qui a été armé chevalier en 1212, le seconde à partir de cette date dans le gouvernement du royaume et prend le commandement de la campagne de l'été 1212 dans le comté de Ross. Guillaume Ier meurt à 71 ans, le 4 décembre 1214 à Stirling, et est inhumé à l'abbaye d'Arbroath. Son règne est l'un des plus longs de l'histoire d'Écosse.

## Union et descendance
En 1184 Guillaume est fiancé avec Richenza dite Mathilde, fille d'Henri le Lion, le Pape refuse de leur accorder une dispense pour leur consanguinité et le projet d'union reste sans suite. Le roi Guillaume « le Lion » épouse au palais de Woodstock en Angleterre, le 5 septembre 1186, Ermengarde de Beaumont-au-Maine, fille de Richard Ier de Beaumont-au-Maine et cousine de Richard Cœur de Lion. Le couple a quatre enfants :
- Alexandre II ;
- Marguerite, épouse en 1221 Hubert de Burgh, comte de Kent et Justiciar d'Angleterre ;
- Isabelle, épouse en 1225 Roger II Bigod, 4e comte de Norfolk ;
- Marjorie ou Marguerite, épouse en 1235 Gilbert Marshal (en), comte de Pembroke.

Guillaume Ier est également le père de neuf enfants illégitimes, nés de diverses liaisons, dont :
- Robert, né vers 1166 ;
- Henry dit Galightly, né vers 1168 ;
- Marguerite (vers 1170-1226), épouse en 1193 d'Eustache de Vesci, seigneur d'Alnwick (mort en 1216) ;
- Isabelle, épouse de Robert III Bruce (mort en 1191), puis en 1191 de Robert de Ros, seigneur de Wark-on-Tweed (mort en 1227) ;
- Aufrica, épouse de William de Say ;
- Ada (morte en 1200), épouse de Patrick Ier, comte de Dunbar (mort en 1232).